# لهراسب دوم
لهراسب دوم یا لوارساب دوم (به گرجی: ლუარსაბ II) (زاده ۱۵۹۲ - درگذشته ۱۶۲۲) پادشاه کارتلی در شرق گرجستان بود که به دلیل مقاومت در مقابل دولت صفوی توسط شاه عباس بزرگ دستگیر شد و به قتل رسید.
لوارساب تا زمان مرگ بر مذهب مسیحی خود باقی بود و از این رو در کلیسای ارتدکس گرجی دارای مقام قدیس است و با نام لوارساب شهید شناخته می‌شود.

## زندگی
لوارساب در سال ۱۶۰۶ در سن ۱۴ سالگی پس از درگذشت ناگهانی پدرش گیورگی دهم به سلطنت رسید. پیش از رسیدنش به بلوغ، ادارهٔ حکومت در حقیقت به دست آموزگارش شادیمان باراتاشویلی بود. در این زمان بود که عباس اول موفق شد قوای عثمانی را از شرق گرجستان بیرون کند، و با استقرار سربازان صفوی در تفلیس لوارساب را به عنوان پادشاه کارتلی تأیید نماید. عثمانی‌ها با اعزام سپاهی بزرگ به گرجستان تلاش کردند لوارساب را عزل کنند اما این سپاه به‌سال ۱۶۰۹ در نبرد تاشیکساری توسط سردار گیورگی ساآکادزه از میان برداشته شد.
پس از این پیروزی، لوارساب دوباره کنترل ارگ تفلیس را به دست آورد و شاه عباس با خواهرش تیناتین ازدواج کرد. در اواخر سال ۱۶۱۱، لوارساب خود با ماکرین، خواهرِ ساآکادزه که از اشراف طبقه پایین‌تر بود ازدواج کرد. اما اشراف و اعیان کشور به رهبری شادیمان باراتاشویلی پادشاه را متقاعد کردند که ساآکادزه عاملِ صفویان است و سودای سلطنت دارد. آنها لوارساب را به طلاقِ ماکرین واداشتند و ساآکادزه را مجبور به تبعید به ایران کردند.
این حقیقت داشت که شاه عباس خواستار وفاداری و اطاعت بیشتر از گرجی‌ها بود و «محمد خان» را که خانِ شهر قزاق بود به آزار سرزمین‌های کارتلی تشویق کرد. در سال ۱۶۱۲، لوارساب محمد خان را به واسطه‌ای به قتل رساند و با تیموراز (تهمورث‌خان) گرجی پادشاه کاختی متحد شد تا با حملهٔ ایرانیان که انتظارش می‌رفت مقابله کند.
در اوایل سال ۱۶۱۴، سپاه بزرگی از ایران به کاختی حمله کرد و چندین آبادی را در راه خود از بین برد و سپس به سوی کارتلی حرکت نمود. لوارساب و تیموراز به پادشاهی ایمرتی در غرب گرجستان گریختند. گیورگی سوم پادشاه ایمرتی حاضر به تسلیم پناهندگان نشد. شاه عباس تهدید کرد کارتلی را تصرف و ویران خواهد کرد، مگر آنکه لوارساب تسلیم شود که در آن صورت با او صلح خواهد کرد. در اکتبر ۱۶۱۵، لوارساب برای حفظ کشورش تسلیم شد، و چون از پذیرش اسلام امتناع کرد، ابتدا در استرآباد و سپس جایی در نزدیکی شیراز زندانی گشت. گرجی‌ها تزار میخاییل اول روسیه را به وساطت گرفتند تا مگر پادشاه خود را آزاد سازند. با این حال، مذاکرات نتیجه‌ای حاصل نکرد و در سال ۱۶۲۲، لوارساب به دستور شاه در قلعه گل در جنوب غربی ایران با انداختن زهِ کمان در گردنش اعدام شد.